# 152 mm fälthaubits M1937
152 mm fälthaubits M1937, även kallad ML-20, var en artilleripjäs som konstruerades i Sovjetunionen i mitten av 1930-talet. Det var en av de första kanonhaubitsarna, det vill säga en pjäs som kan skjuta granater både flackbana (mindre än 30° elevation) och hög kastbana (mer än 45° elevation). Varje pjäs hade också en mekanisk räknemaskin för ballistiska beräkningar. Den var det sovjetiska artilleriets vanligaste medeltunga pjäs under andra världskriget. Många av de pjäser som förlorades togs i tjänst av Nazityskland och Finland som använde dem fram till 2007.